# مدمني العمل (مسلسل)
مدمني العمل (بالإنجليزية: Workaholics) مسلسل كوميدي أمريكي، عرض على قناة كوميدي سنترال، في 6 أبريل، 2011.

## الحلقات

### نظرة عامة
| الموسم | الموسم | الحلقات | تاريخ البث الأصلي | تاريخ البث الأصلي |
| الموسم | الموسم | الحلقات | أول عرض           | آخر عرض           |
| ------ | ------ | ------- | ----------------- | ----------------- |
|        | 1      | 10      | 6 أبريل 2011      | 8 يونيو 2011      |
|        | 2      | 10      | 20 سبتمبر 2011    | 22 نوفمبر 2011    |
|        | 3      | 20      | 29 مايو 2012      | 20 مارس 2013      |
|        | 4      | 13      | 22 يناير 2014     | 16 أبريل 2014     |
|        | 5      | 13      | 14 يناير 2015     | 8 أبريل 2015      |
|        | 6      | 10      | 14 يناير 2016     | 17 مارس 2016      |

## وصلات خارجية
- مدمني العمل على موقع IMDb (الإنجليزية)
- مدمني العمل على موقع ميتاكريتيك (الإنجليزية)
- مدمني العمل على موقع روتن توميتوز (الإنجليزية)
- مدمني العمل على موقع كينوبويسك (الروسية)
- مدمني العمل على موقع ألو سيني (الفرنسية)
- مدمني العمل على موقع قاعدة بيانات الفيلم (الإنجليزية)

- الموقع الرسمي
- قائمة حلقات مدمني العمل (مسلسل)  على قاعدة بيانات الأفلام على الإنترنت